# Philonotis americana
Philonotis americana là một loài rêu trong họ Bartramiaceae. Loài này được Dism. mô tả khoa học đầu tiên năm 1910.